# Mistrovství světa v zápasu řecko-římském 2013
Mistrovství světa v zápasu řecko-římském proběhlo v Budapešti, Maďarsko v roce 2013.

## Výsledky
| Kategorie | Podrobně | Zlato                                 | Stříbro                | Bronz                    | Bronz                     |
| --------- | -------- | ------------------------------------- | ---------------------- | ------------------------ | ------------------------- |
| -55 kg    | podrobně | Jun Won-čol (PRK)                     | Čchoi Kju-čin (KOR)    | Péter Módos (HUN)        | Roman Amojan (ARM)        |
| -60 kg    | podrobně | Ivo Angelov (BUL)                     | Ivan Kujlakov (RUS)    | U Sung-če (KOR)          | Elmurat Tasmuratov (UZB)  |
| -66 kg    | podrobně | Rju Han-su (KOR)                      | Islambek Albijev (RUS) | Frank Stäbler (GER)      | Sandíp Jadav (IND)        |
| -74 kg    | podrobně | Kim Hjon-u (KOR)                      | Roman Vlasov (RUS)     | Arsen Džulfalakjan (ARM) | Emrah Kuş (TUR)           |
| -84 kg    | podrobně | Táleb Nematpur (IRI)                  | Saman Tahmásibí (AZE)  | Viktor Lőrincz (HUN)     | Džavid Gamzatov (BLR)     |
| -96 kg    | podrobně | Nikita Melnikov (RUS)                 | Artur Aleksanjan (ARM) | Balázs Kiss (HUN)        | Šalva Gadabadze (AZE)     |
| -120 kg   | podrobně | Amír Alíakbarí (IRI) Heiki Nabi (EST) | Rıza Kaya'alp (TUR)    | Johan Eurén (SWE)        | Nurmachan Tynalijev (KAZ) |